# Nothomiza binotata
Nothomiza binotata là một loài bướm đêm trong họ Geometridae.